# Flagellophora apelti
Genre
Espèce
Flagellophora apelti, unique représentant du genre Flagellophora, est une espèce de némertodermatides de la famille des Ascopariidae, des vers marins microscopiques.

## Répartition
Cette espèce est endémique de l'océan Atlantique Nord.

## Étymologie
Cette espèce est nommée en l'honneur de Gieselbert Apelt.

## Publication originale
- Faubel & Dörjes, 1978 Flagellophora apelti gen.n. sp.n.: a remarkable representative of the order Nemertodermatida (Turbellaria: Archoophora). Senckenbergiana maritima, vol. 10, p. 1-13.